# Хронологія розвитку нафтогазової промисловості України

Типовий промисловий пейзаж в Українських Карпатах кінець ХІХ- початок ХХ ст.

- XV ст. — першу письмову згадку про карпатську нафту наведено в історичній хроніці «Annales seu cronicae incliti Regni Poloniae» архієпископа Львова Яна Длугоша;
- 1534 р. — свідчення про використання галицької нафти в медицині розміщене в «Книзі Фалінера»;
- 1617 р. — перша інформація про організований видобуток нафти на Прикарпатті, що належить львівському медику та мандрівнику Еразму Сиксту;
- XVII ст. — видано офіційний урядовий документ — «Декрет Дворової палати» до Гірничого суду в Дрогобичі, який визнавав ропу (нафту) за мінерал, що пов'язувало її видобуток з регламентом гірничих статутів;
- 1771 р. — початок промислового видобутку нафти на промислі Слобода Рунгурська (Коломийщина, Івано-Франківська область);
- 1792 р. — початок нафтовидобутку на Бориславському родовищі (Дрогобицький район Львівщини), коли в поблизу Нагуєвичів з колодязів добули перші 7 т нафти;
- 1800 р. — перший нафтовий промисел поблизу села Погар у Сколівщині, поблизу потоку Роп'янка (за описами австрійського геолога Еміля Тітца тут з колодязів глибиною від 5–7 до 70 м отримували до 260 т нафти на рік);
- 1853 р. — у Львові хіміками-фармацевтами Йоганном Зегом та Іг-натієм Лукасевичем в аптечній лабораторії Петра Миколяша вперше був отриманий гас (чистий нафтовий дистилят) і виготовлена вдала конструкція першої гасової лампи (розробники — Зег і Лукасевич, виконав бляхар А. Братковський). Ці винаходи зробили справжню революцію в побуті людства, замінивши свічки й олійні світильники гасовим освітленням помешкань і одночасно відкрили світову потребу у потужній нафтовій промисловості;
- 1853 р. — початок промислового освоєння Бориславського нафто-вого родовища за участю львівського підприємця Роберта Домса, спорудження рафінерії за патентом Й. Зега, свердловинний видобуток нафти (з 1861 р.);
- 1854 р. — Ігнатієм Лукасевичем пробурена перша нафтова свердловина Галичини (село Полянка поблизу Коросно на Лемківщині);
- 1873 р. — перший у світі робітничий страйк нафтовиків у Бориславі, який свідчить про пріоритетність Галичини в започаткуванні промислових форм нафтової індустрії і відповідного розвитку робітничого руху;
- 1877 р. — у Львові за ініціативою І. Лукасевича відбувся Перший світовий нафтовий конгрес;
- 1882 р. — у Львові вийшов перший у світі фаховий журнал з проблем нафтової промисловості — «Гірник»;
- 1884 р. — інженер Станіслав Щепановський збудував у Печеніжині (Коломийщина) перший великий нафтопереробний завод Галичини;
- 1893 р. — початок впровадження канадського (польсько-канадського) способу глибокого буріння свердловин під проводом інженера Вільяма Мак-Гарві (спорудження найглибшої свердловини Європи «Піонер Орів» на Бойківщині довжиною 2274 м);
- 1896 р. — початок промислового використання природного газу на території Галичини, попутний газ із нафтових свердловин на родовищі Східниця по трубі перевели до топки парового котла;
- 1907 р. — бориславські нафтові підприємці інженери Вацлав Вольський і Вільям-Генрі Мак Гарві спільно запатентували й впровадили технологію швидкісного гідравлічного буріння свердловин;
- 1908 р. — зі свердловини «Ойл Сіті» («Нафтове місто») у Тустановичах поблизу Борислава, з глибини 1016 м отримали рекордний фонтан нафти з дебітом близько 3 тис. т на добу;
- 1911 р. — у Бориславі збудований перший газопереробний завод у Європі;
- 1912 р. — збудовані перші в Україні протяжні газопроводи від Борислава до Дрогобича довжиною 12 км.
- 1921 р. — пошуковою свердловиною фірми «Gazolina» на глибині 395 м був розкритий перший газовий поклад Дашавського газового ро-довища, найбільшого на той час родовища Європи;
- 1929 р. — споруджено газопровід «Дашава — Микоїв — Львів» загальною протяжністю 81 км;
- 1936 р. — відкрито перші поклади нафти в Східно-Українській на-фтогазоносній провінції (Роменська структура, Сумська область);
- 1937 р. — введено в експлуатацію першу в СРСР Приазовську газонаповнювальну станцію (Запорізька область) для заправки автомобілів стиснутим природним газом;
- 1939 р. — радянська націоналізація нафтогазових підприємств Га-личини та підпорядковання тресту «Укрнафтавидобування» з управлінням у Бориславі;
- 1945 р. — перші експортні поставки українського газу (Дашавське та Опарське родовища) в Польщу;
- 1946 р. — розпочалось будівництво першого магістрального (найбільшого в Європі) газопроводу «Дашава — Київ — Москва», у 1948 р. — завершена перша черга будівництва «Дашава — Київ» (512 км), 1951 р. — друга черга — «Київ — Москва» (790 км).
- 1950 р. — відкрите унікальне Шебелинське газоконденсатне родовище, яке понад 20 років залишалося найбільшим у Європі за запасами й рівнем видобутку (первісні запаси оцінені в 650 млрд м3), введене в експлуатацію в 1956 р., у *1960 р. введений в експлуатацію Шебелинсь-кий газопереробний завод;
- 1954 р. — вперше в СРСР впроваджено технологію нагнітання води в нафтові поклади на Бориславському родовищі (Львівська область);
- 1964 р. — почали закачування газу до першого в Україні Олишівського підземного газосховища в Чернігівській області (цей рік вважа-ється початком підземного зберігання газу в Україні);
- 1967 р. — заснований Івано-Франківський інститут нафти і газу (з 1994 р. — технічний університет);
- 1968 р. — відкрите Хрестищенське газове родовище друге за запасами в Україні після Шебелинського (введене в дослідно-промислову експлуатацію в 1970 р.);
- 1971 р. — відкрите перше на шельфі Чорного моря газоконденсатне родовище Голіцинське;
- 1972 р. — досягнутий максимальний рівень видобутку нафти й конденсату в Україні — 14,5 млн т;
- 1975 р. — досягнутий максимальний рівень видобутку газу в Україні — 68,7 млрд т;
- 1977 р. — створене "Підприємство з буріння свердловин на газ і нафту «Укрбургаз» для поширення досвіду глибокого та надглибокого буріння свердловин, швидкого розбурювання відкритих родовищ;
- 1978 р. — введено в експлуатацію трансконтинентальний газопровід «Союз»;
- 1983 р. — введене в експлуатацію одне з найбільших у світі підземних сховищ газу Більче-Волицьке (Львівська область). Побудовано трансконтинентальний газопровід «Уренгой — Ужгород»;
- 1996 р. — почалось впровадження на газотранспортній системі України внутрішньотрубної діагностики газопроводів;
- 1998 р. — створено Національну акціонерну компанію «Нафтогаз України», яка об'єднала державні активи нафтогазової промисловості України. Досягнуто максимального обсягу транзиту природного газу через територію України — 141 млрд м3;
- 2000 р. — відкрито Східно-Казантипське газове родовище в Азов-ському морі. Досягнуто максимального обсягу транзиту нафти терито-рією України — 56,4 млн т;
- 2001 р. — завершено будівництво нафтопроводу «Одеса — Броди» (експлуатація з 2004 р. у реверсному режимі);
- 2002–2011 рр. — проведено чотири морські експедиції по дослідженню газогідратів української акваторії Чорного моря (серед них — за допомогою свердловин), які довели перспективність розробки донних газогідратних родовищ;
- 2009 р. — вперше здійснено (тимчасово) роботу газотранспортної системи України у автономному режимі та впроваджено схему реверсу для забезпечення потреб вітчизняних споживачів у природному газі без зовнішніх поставок. Вперше за часів незалежності компанія «Нафтогаз України» отримала промисловий приплив нафти в розробках за межами України — з родовища в Єгипті;
- 2012 р. — розпочато розробку шельфового Одеського родовища газу морськими самопідйомними буровими установками «Петро Годованець» і «Україна» «Чорноморнафтогазу»;
- 2014 р. — на свердловині Біляївська-400 (Юзівська площа) на глибині понад 4 тис. м проведений гідророзрив пласта і отримані перші кубометри газу щільних пісковиків України.